# Seelow
Seelow è una città di 5 670 abitanti del Brandeburgo, in Germania.

È il capoluogo, ma non il centro maggiore, del circondario del Märkisch-Oderland.
Seelow, pur non appartenendo ad alcuna comunità amministrativa, ospita la sede della comunità Seelow-Land.

## Geografia fisica
Seelow dista circa 60 km (est) da Berlino, e circa 10 dal confine con la Polonia.

## Storia
Nel 1945 vi fu combattuta l'omonima battaglia, che vide affrontarsi 100.000 soldati Tedeschi contro 1.000.000 di soldati Sovietici. L'esito fu scontato, ma la vittoria Sovietica, con la conseguente avanzata, diede ufficialmente inizio alla Battaglia di Berlino. Fino al 1993, Seelow è stata capoluogo del circondario omonimo (targa SEE), poi confluito assieme ai circondari di Bad Freienwalde e Strausberg nel Märkisch-Oderland.

## Monumenti e luoghi d'interesse
Chiesa (Stadtkirche)Fu costruita dal 1830 al 1832 su progetto di Schinkel sui resti di una chiesa medievale distrutta da un incendio; semidistrutta durante la seconda guerra mondiale, fu successivamente ricostruita.

## Società

### Evoluzione demografica
- Sviluppo della popolazione dal 1875 entro gli attuali confini (Linea Blu: Popolazione; Linea puntata: Confronto dello sviluppo della popolazione dello Stato del Brandenburgo; Sfondo grigio: Ai tempi del governo nazista; Sfondo rosso: Al tempo del governo comunista)
- Sviluppo recente della popolazione (Linea blu) e previsioni

| Anno | Abitanti |
| ---- | -------- |
| 1875 | 5 736    |
| 1890 | 5 205    |
| 1910 | 4 492    |
| 1925 | 4 754    |
| 1933 | 4 736    |
| 1939 | 4 420    |
| 1946 | 4 022    |
| 1950 | 4 667    |
| 1964 | 5 652    |
| 1971 | 5 804    |
| 1981 | 6 304    |

| Anno | Abitanti |
| ---- | -------- |
| 1985 | 6 457    |
| 1989 | 6 328    |
| 1990 | 6 231    |
| 1991 | 6 190    |
| 1992 | 6 069    |
| 1993 | 5 943    |
| 1994 | 5 852    |
| 1995 | 5 829    |
| 1996 | 5 875    |
| 1997 | 5 896    |

| Anno | Abitanti |
| ---- | -------- |
| 1998 | 6 028    |
| 1999 | 6 042    |
| 2000 | 6 082    |
| 2001 | 6 054    |
| 2002 | 6 007    |
| 2003 | 5 995    |
| 2004 | 5 896    |
| 2005 | 5 776    |
| 2006 | 5 736    |
| 2007 | 5 688    |

| Anno | Abitanti |
| ---- | -------- |
| 2008 | 5 599    |
| 2009 | 5 575    |
| 2010 | 5 540    |
| 2011 | 5 445    |
| 2012 | 5 464    |
| 2013 | 5 465    |
| 2014 | 5 366    |
| 2015 | 5 387    |
| 2016 | 5 451    |
| 2017 | 5 415    |

| Anno | Abitanti |
| ---- | -------- |
| 2018 | 5 426    |
| 2019 | 5 422    |
| 2020 | 5 394    |

Fonti dei dati sono nel dettaglio nelle Wikimedia Commons..

## Geografia antropica

### Suddivisioni amministrative
Seelow si divide in due zone, corrispondenti all'area urbana e a 1 frazione (Ortsteil):
- Seelow (area urbana)
- Werbig, con le località:
  - Alt Langsow
  - Neulangsow
  - Werbig

## Infrastrutture e trasporti

### Strade
Seelow è posta all'incrocio delle strade federali strada federale B 1 e strada federale B 167.

### Ferrovie
La città conta due stazioni ferroviarie: la stazione di Seelow, sulla linea Eberswalde-Francoforte, e la stazione di Seelow-Gusow, sulla linea Berlino-Kostrzyn.
In passato era servita anche dalla ferrovia Fürstenwalde-Wriezen.

## Amministrazione

### Gemellaggi
Seelow è gemellata con:
- Moers, dal 1990
- Kostrzyn nad Odrą, dal 1998
- Miedzychod, dal 1998
- Nangis, dal 1998